# Matrimonio di Ranieri III di Monaco con Grace Kelly

Monogramma combinato del principe Ranieri III e della principessa Grace

Il matrimonio del Ranieri III di Monaco e di Grace Kelly ebbe luogo il 18 (in forma civile) ed il 19 aprile (in forma religiosa) del 1956 al Palazzo dei Principi di Monaco. Lo sposo, Ranieri III di Monaco, era all'epoca principe sovrano del Principato di Monaco. La sposa, Grace Kelly, era un'attrice americana. Il matrimonio, trasmesso nei canali televisivi dai Metro-Goldwyn-Mayer Studios, venne visto in tutto il mondo da 30 000 000 di spettatori. Il matrimonio attirò l'attenzione dei media e del pubblico, venendo descritto come il "matrimonio del secolo" e "l'evento più atteso al mondo". Il biografo Robert Lacey lo definì "il primo evento moderno a generare a smuovere i media oltre misura".

## Annuncio del fidanzamento
Il principe Ranieri era, all'epoca del suo fidanzamento, sovrano del Principato di Monaco, mentre Grace Kelly era un'attrice cinematografica di successo che aveva preso parte come protagonista ad una serie di film negli anni '50 come La finestra sul cortile al fianco di James Stewart e La ragazza di campagna con Bing Crosby, per il quale vinse anche un Academy Award come migliore attrice nel 1954.
Nell'aprile del 1955, Kelly venne inviata dai Paramount Studios a promuovere La ragazza di campagna al Festival di Cannes. Mentre si trovava sul treno nella Riviera francese una delle passeggere che si trovavano con lei, l'attrice Olivia de Havilland, le riportò la notizia che suo marito Pierre Galante si era offerto di scortare Kelly ad un incontro col principe accompagnato da Gaston Bonheur, direttore di Paris Match. Inizialmente l'attrice rifiutò dicendo che avrebbe dovuto richiedere un permesso agli studios che stavano finanziando il suo viaggio. Per aggirare l'ostacolo, venne prevista una sessione di scatti fotografici presso il Palazzo dei Principi di Monaco per il 6 maggio 1955. Alla fine Grace Kelly giunse all'incontro col principe Ranieri, il quale successivamente la accompagnò in un tour nella residenza, incluso lo zoo privato della famiglia Grimaldi. La futura coppia si incontrò nuovamente ad un cocktail party a Cannes. Kelly all'epoca dell'incontro col principe si frequentava con l'attore francese Jean-Pierre Aumont.
Dopo un anno di corrispondenza, Ranieri propose a Grace Kelly di sposarla in occasione del natale del 1955 nella sua residenza di famiglia a East Falls, Pennsylvania. L'annuncio del fidanzamento ufficiale venne dato il 5 gennaio 1956, ad una conferenza congiunta della coppia al Philadelphia Country Club. In onore della futura coppia si tenne quella sera stessa un ballo al Waldorf Astoria New York. Il primo anello di fidanzamento di Grace Kelly era un oggetto della famiglia Grimaldi, composto da due cerchi d'oro e rubini che sostenevano un diamante centrale. All'inizio delle riprese del film Alta società sul finire di quello stesso mese, il principe Ranieri le donò un secondo anello di fidanzamento in diamanti realizzato appositamente da Cartier che la futura principessa indossò durante tutta la produzione. Esso presentava un diamante centrale di 10,5 carati con taglio a smeraldo, affiancato da altri due diamanti a taglio baguette. La famiglia Kelly pagò 2.000.000 di dollari di dote, metà della quale proveniva dal proprio denaro, e metà dalla vendita dei propri possedimenti. Due settimane prima del matrimonio, Grace Kelly salpò da New York diretta a Monaco a bordo della U.S.S Constitution con 65 tra famigliari e amici, venendo accolta al suo arrivo da 20.000 monegaschi.
Quando si seppe la notizia del fidanzamento, marchi come Max Factor annunciarono che avrebbero realizzato i cosmetici per il matrimonio della futura principessa, ma questo si rivelò falso. Già una settimana precedente al matrimonio, una folla di reporters e fans si accalcarono per assicurarsi i primi posti davanti al cancello del palazzo, il che richiese l'intervento della polizia per disperdere le persone.

## Il matrimonio
Secondo i dettami del Codice Napoleone, il matrimonio dei principi di Monaco si doveva comporre di due cerimonie distinte, un rito civile e uno religioso. La cerimonia civile ebbe luogo nella Sala del Trono del palazzo dei principi il 18 aprile 1956, presieduta da Marcel Portanier, ministro della giustizia di Monaco. Il matrimonio civile venne solennizzato alla presenza di 80 invitati, inclusi i rappresentanti di 24 nazioni straniere, e si concluse con la concessione a Grace Kelly del titolo di principessa consorte. La cerimonia venne seguita da un galà all'Opéra de Monte-Carlo, al quale presenziò la coppia.
Il 19 aprile 1956 si tenne il rito religioso presso la Cattedrale di Monaco con una messa solenne celebrata dal vescovo Gilles Barthe alla presenza di 700 invitati. La cattedrale venne decorata con gigli rossi e bianchi, Antirrhinum, cesti di fiori e candelieri. Fuori dalla chiesa vennero accolte delle guardie d'onore inglesi, francesi, italiane e statunitensi. La cerimonia si aprì con l'arrivo di Grace al braccio di suo padre, John Kelly. Secondo la tradizione monegasca, lo sposo fece il suo ingresso dopo la sposa al segno di uno squillo di trombe. La coppia si incontrò all'altare, professandosi i voti solenni e scambiandosi l'anello prima di ricevere la comunione. La nuova coppia dei principi di Monaco lasciò quindi la chiesa a bordo di una Rolls-Royce donata loro per l'occasione dalla popolazione di Monaco.
 All'Hôtel de Paris si tenne un ricevimento per 600 invitati e per 3000 monegaschi, con una torta a sei piani con in cima la rappresentazione del Palazzo dei Principi in pasta di zucchero, la quale venne tagliata con la spada cerimoniale di Ranieri.
Entrambe le cerimonie vennero riprese dalla Metro-Goldwyn-Mayer in cambio di un contratto con la principessa. Il principe e la principessa descrissero poi la cerimonia come "emozionante". Successivamente, il principe stesso commentò la calca di stampa e persone che intervennero alla cerimonia con la frase: "entrambi in quel momento avremmo preferito essere a sposarci in una piccola cappella in montagna".

### Gli abiti
Per la cerimonia civile, che si tenne nella Sala del Trono del palazzo il 18 aprile 1956, il vestito indossato da Grace Kelly era di taffetà rosa chiaro con pizzi color crema, con collo alto e una gonna svasata. L'abito era completato da un paio di guanti e da una calottina alla Giulietta. Entrambi i vestiti, compreso quello della cerimonia religiosa, vennero cuciti dallo studio di sartoria di Helen Rose. L'abito da sposa della principessa richiese sei settimane di lavoro con tre dozzine di assistenti. Esso venne realizzato con "quasi 23 metri di taffetà, 90 metri di seta pura, peau de soie, tulle e un pizzo di Bruxelles di 125 anni." L'abito fu il regalo di nozze fatto a Grace Kelly dalla Metro Goldwin Mayer. La calottina "alla Giulietta" della sposa portava delle piccole perle e dei fiori d'arancio. Il velo venne realizzato con 90 metri di tulle. Il bouquet era composto da mughetti e contraddistinto dalla presenza di una piccola Bibbia bianca. L'abito dello sposo, invece, venne disegnato dal principe stesso basandosi sulle uniformi di Napoleone Bonaparte.
Entrambi gli abiti degli sposi vennero ideati da Joe Allen Hong a Neiman Marcus. Per il party dopo la cerimonia, la sposa indossava un vestito di organza giallo realizzato dal medesimo stilista, realizzato a Dallas e creato dalla boutique Priscilla di Boston. Oltre alla coppia, presenziarono sei paggi d'onore (quattro femmine e due maschi) in abiti bianchi.

### La festa di nozze
La sorella della sposa, Margaret Davis (poi Conlin), fu madrina d'onore, con Judy Balaban, Rita Gam, Maree Frisby, Carolyn Scott, Sally Parrish e Bettina Thompson. I testimoni dello sposo furono il conte Charles de Polignac, il tenente colonnello Ardant e John Kelly Jr., fratello della sposa. I bambini che presero parte alla cerimonia furono le nipotine della sposa, Meg e Mary Lee Davis, oltre a quelli dello sposo, il barone Christian Louis de Massy, la baronessa Christine e la baronessa Elizabeth, oltre al cugino dello sposo, Sebastian Von Furstenberg, fratello del principe Egon von Fürstenberg.

## Invitati
I 700 invitati includevano diversi membri delle famiglie reali del mondo, oltre a celebrità e membri dell'industria e dello spettacolo come Aristotele Onassis, Cary Grant, David Niven e sua moglie Hjördis, Gloria Swanson, Ava Gardner, Aga Khan III, Gloria Guinness, e molti altri. Frank Sinatra venne invitato ma scelse di non partecipare per paura di rubare la scena agli sposi.

## La luna di miele
Il principe Ranieri e la principessa Grace partirono dopo il loro matrimonio per una crociera di sette settimane lungo il Mediterraneo a bordo dello yacht principesco Deo Juvante II.